# Beteiligte am Ersten Weltkrieg

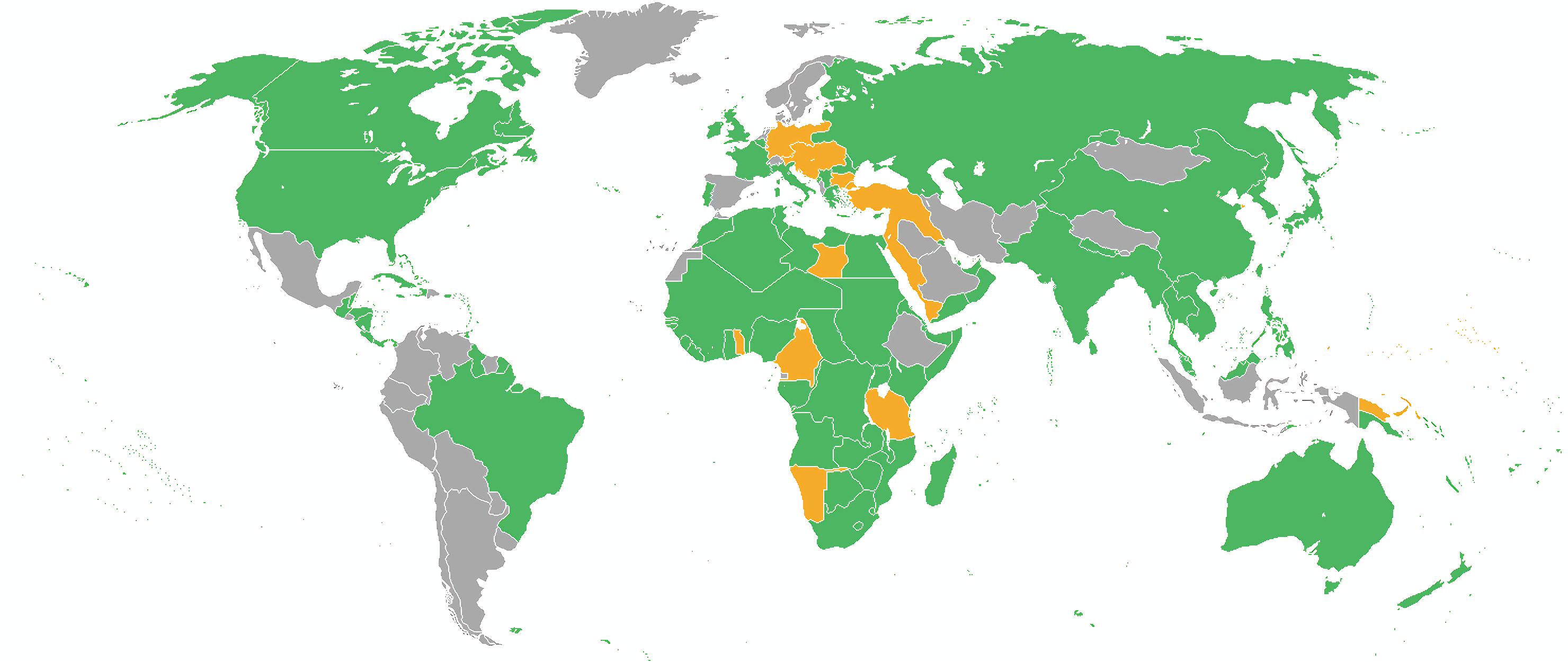
Beteiligte am Ersten Weltkrieg: Die Länder der Entente und Verbündeten sowie ihre Kolonien erscheinen in grün, die Mittelmächte in orange, neutrale Staaten in grau.

Beteiligte am Ersten Weltkrieg waren diejenigen Staaten, Gebiete und Volksgruppen, die sich direkt oder indirekt am Ersten Weltkrieg beteiligten oder von ihm betroffen waren.

## Entente und verbündete Mächte

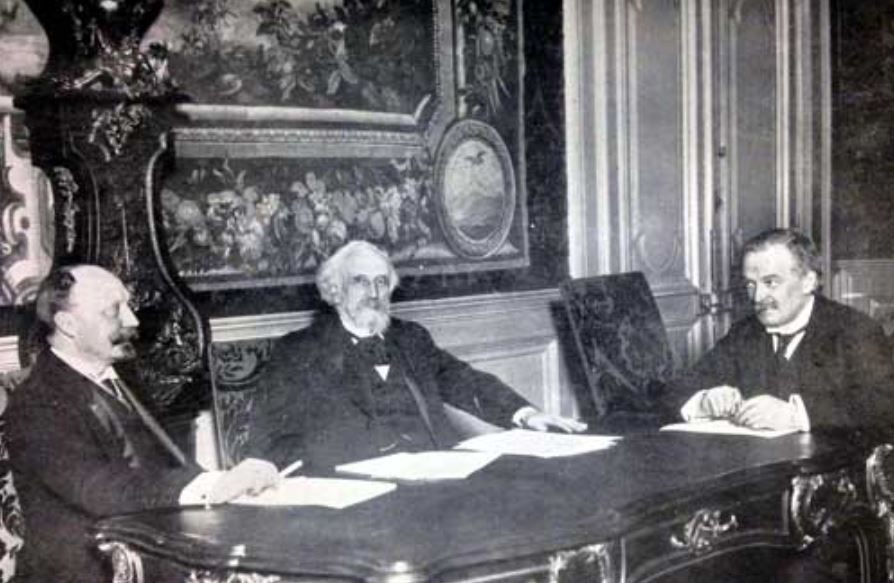
Konferenz von Vertretern der führenden Entente-Partner am 5. Februar 1915 in Paris (v. l. n. r. Pjotr Bark, Alexandre Ribot, David Lloyd George)

Die Entente bestand ursprünglich (bis 1914) nur aus Frankreich, Russland und Großbritannien. Im Kriegsverlauf stießen zahlreiche Staaten oder Nationalitätengruppen als Verbündete oder Assoziierte hinzu, Russland schied aus.
- Andorra – kein militärisches Engagement; aufgrund Nichtunterzeichnung des Versailler Vertrags formeller Kriegszustand mit Deutschland bis 1939.
- Armenien – auf russischer Seite armenische Freiwilligenbataillone (einer der Vorwände für den Völkermord an den Armeniern); franko-armenisches Abkommen von 1916 führte zur Gründung der Armenischen Legion; 1918 unabhängig als Demokratische Republik Armenien.
- Aserbaidschan – gründete sich Ende Mai 1918; eine aserbaidschanische Delegation nahm an den Friedensverhandlungen 1919 in Paris teil.
- Belgien / Belgische Kolonien – Mutterland bis auf ein kleines Gebiet im Westen Flanderns durch Deutschland besetzt (siehe Generalgouvernement Belgien).
  - Belgisch-Kongo (heute Demokratische Republik Kongo) – Kolonialtruppen kämpften in Deutsch-Ostafrika, Kamerun und Rhodesien; Besetzung Ruanda-Urundis; kleines kongolesisches Korps an der Westfront.
- Brasilien – 45 deutsche und zwei österreichische Schiffe im Juni 1917 auf Druck der Entente von Brasilien beschlagnahmt.[2]
- Republik China (heute Volksrepublik China und Mongolei) – Kriegserklärung an Deutschland 1917; Ende der deutschen Post in China; kein militärisches Engagement, aber Entsendung von ca. 185.000 Arbeitskräften nach Großbritannien, Russland und Frankreich, die auch in Frontnähe (v. a. Westfront) z. B. zu Schanzarbeiten eingesetzt wurden. In Reaktion auf den Versailler Vertrag entstand die Bewegung des vierten Mai.
  - Pachthäfen – von Großbritannien und Frankreich gepachtete Häfen bereits ab August 1914 im Kriegszustand; ohne Tsingtau, das erst von Deutschland gepachtet und dann von Japan verwaltet war.
- Costa Rica – kein militärisches Engagement; Präsident Granados nach Militärputsch von 1917 durch Deutschland anerkannt.
- Frankreich / Französische Kolonien.
  - Französisch-Äquatorialafrika (heute Gabun, Kongo, Tschad, Zentralafrika) – Kolonialtruppen beteiligten sich an den Kämpfen in Kamerun.
  - Französisch-Guayana.
  - Französisch-Indochina (heute  Laos, Kambodscha, Vietnam).
  - Französisch-Nordafrika, galt teilweise als Mutterland (heute Algerien, Tunesien, Großteil Marokkos) – deutscher Angriff auf algerische Häfen im August 1914. Kolonialtruppen beteiligten sich an den Kämpfen in Nordfrankreich; algerische Aufstände gegen Mobilmachung.[3]
  - Französisch-Polynesien – deutscher Angriff auf Tahiti im September 1914. Maupihaa war im August/September 1917 kurzzeitig durch die Besatzung der Seeadler „besetzt“, die dort Schiffbruch erlitt.
  - Französisch-Westafrika (heute Benin, Burkina Faso, Elfenbeinküste, Guinea, Mali, Mauretanien, Niger, Senegal) – Kolonialtruppen beteiligten sich an den Kämpfen in Nordfrankreich und Togo; vier Städte Senegals wurden zum Mutterland erklärt, womit die Wehrpflicht verbunden war.
  - Französische Somaliküste (heute Dschibuti).
  - Madagaskar.
  - Weitere französische Kolonien (heute teilweise Französische Überseegebiete).
- Griechenland – die griechische „Bewegung der Nationalen Verteidigung“ erklärt den Mittelmächten am 24. November 1916 den Krieg, das Königreich am 29. Juni 1917.
- Großbritannien / Britisches Weltreich.
  - Australischer Bund – britisches Dominion. Erster Schuss zwischen dem Britischen Empire und Deutschland fiel in Sydney, als ein deutsches Schiff zu flüchten versuchte.[4] Erste Militäraktionen: Besetzung Deutsch-Neuguineas 1914 und Schlacht von Gallipoli 1915 (seit Letzterer Gedenktag ANZAC Day). Der Krieg stärkte die australische Zentralregierung (einer der Gründe für die Sezessionsbestrebungen Westaustraliens).
    - Territorium Papua (heute südlicher Teil Papua-Neuguineas) – de facto australische Kolonie; Besetzung des nördlich angrenzenden Kaiser-Wilhelms-Landes durch australische Truppen 1914.

  - Kanada – britisches Dominion. 600.000 Mann unter Waffen, starke Beteiligung an der Westfront durch die Canadian Expeditionary Force, innere Unruhen infolge der Wehrpflichtkrise von 1917.
  - Neufundland – britisches Dominion. Praktisch vollständige Vernichtung des Kontingents am 1. Juli 1916 (Gedenktag).
  - Neuseeland – britisches Dominion. Erste Militäraktionen: Besetzung Deutsch-Samoas 1914 und Schlacht von Gallipoli 1915 (seit Letzterem Gedenktag ANZAC Day).
  - Südafrikanische Union – im Gegensatz zu den anderen Dominions eigenständige Kriegserklärung; prodeutscher Buren-Aufstand (Maritz-Rebellion) 1914; Walvis Bay kurzzeitig von Deutsch-Südwestafrika besetzt; etwa 25.000 schwarze Arbeiter befanden sich als Teil des South African Native Labour Corps in Frankreich.[5]
  - Irland – Großbritannien schloss seinerzeit Irland mit ein, die „Home Rule Bill“ vom Mai 1914 wurde aufgrund des Kriegsausbruchs nicht umgesetzt. Etwa 70 Prozent der irisch-republikanischen Irish Volunteers und die loyalistische Ulster Volunteer Force traten in die britische Armee ein. – Der Osteraufstand 1916 kann nicht als Parteinahme für die Mittelmächte verstanden werden. Ein deutscher Interventionsversuch scheiterte und ein unterstützender Angriff auf Ostengland hatte keine erkennbare Auswirkung auf Irland.
  - Britische Kolonien und Protektorate.
    - Sultanat Ägypten – Angriffe des Osmanischen Reiches auf den Sueskanal abgewehrt; kleiner deutscher Angriff auf den Hafen von Sollum; Vorstoß der Ägyptischen Expeditionsstreitkräfte des britischen Empires nach Palästina.
    - Anglo-Ägyptischer Sudan (heute Sudan und Südsudan) – Kondominium Großbritanniens und Ägyptens, de facto aber britische Kolonie; Eingliederung Darfurs nach gescheiterter, pro-osmanischer Erhebung des Fur-Sultanats unter Ali Dinar infolge der Anglo-ägyptischen Darfurexpedition von 1916.[6]
    - Basutoland (heute Lesotho) – Kriegsteilnahme von ca. 3.000 Einwohnern.
    - Bermuda – Angehörige der Bermudagarnison waren im Ausland, vor allem an der Westfront, eingesetzt.
    - Betschuanaland (heute Botswana) – teilweise Aufmarschgebiet im Krieg gegen Deutsch-Südwestafrika.
    - Britisch-Ceylon (heute Sri Lanka).
    - Britisch-Indien (heute Indien, Bangladesch, Teile von Burma und Pakistan) – unter britischer Kolonialherrschaft bzw. Oberhoheit (siehe Fürstenstaaten); Truppen der Britisch-Indischen Armee in Frankreich, Nahost und Ostafrika;[7] Angriff der Emden auf Madras.
    - Britisch-Ostafrika (heute größtenteils Kenia) – stellte zahlreiche Soldaten und Träger in den Feldzügen gegen Deutsch-Ostafrika.
      - Sultanat Sansibar – An der Seite Großbritanniens trat Sansibar am 5. August 1914 gegen das Deutsche Reich und am 20. August gegen Österreich-Ungarn in den Krieg ein. Daraufhin griff der deutsche Kreuzer Königsberg am 20. September 1914 einen im Hafen von Sansibar liegenden britischen Kreuzer an und versenkte ihn.
      - Uganda – stellte zahlreiche Soldaten und Träger in den Feldzügen gegen Deutsch-Ostafrika.

    - Britisch-Somaliland (heute faktisch autonomes Somaliland) – unabhängige Staatsstruktur der Derwisch-Bewegung unter Mohammed Abdullah Hassan im Hinterland.
    - Britisches Territorium im Indischen Ozean (heute nur noch der Chagos-Archipel) – Die Mannschaft der Emden wurde noch im Oktober 1914 in Diego Garcia freundlich empfangen, da der Krieg noch nicht bekannt war.
    - Falklandinseln – ein Landungsversuch des deutschen Ostasiengeschwaders führte zum Seegefecht bei den Falklandinseln.
    - Goldküste (heute Ghana) – Ausgangspunkt für den britischen Einmarsch in die deutsche Nachbarkolonie Togo.
    - Jamaika – Verhängung des Kriegsrechts 1914; Kriegsteilnahme von ca. 10.000 jamaikanischen Soldaten.
    - Katar – Neutralitätspolitik bis zum Abzug der osmanischen Garnison 1915; britisches Protektorat ab 1916.[8]
    - Kuwait – Aufmarschgebiet zur britischen Eroberung Mesopotamiens.
    - Malta – stellte der Entente Häfen und Werften als militärische Basen zur Verfügung und diente als Lazarettstation.
    - Nigeria – Vereinzelter Grenzkrieg und Aufmarschgebiet gegenüber der deutschen Kolonie Kamerun.
    - Nordrhodesien (heute Sambia) – letzter Rückzugsort der Schutztruppe für Deutsch-Ostafrika.
    - Nyasaland (heute Malawi) – stellte zahlreiche Soldaten und Träger in den Feldzügen gegen Deutsch-Ostafrika.
    - Straits Settlements (heute größtenteils Malaysia) – Angriffe der Emden auf den Hafen von Penang und die Kokosinseln.
    - Britisch-Zypern (heute Republik Zypern bzw. Nordzypern) – de jure teilsouverän nach britisch-osmanischem Vertrag von 1878, de facto britische Annexion im November 1914; bis heute britische Basen.
    - Weitere britische Kolonien und Protektorate (heute teilweise Britische Überseegebiete).
- Guatemala – kein militärisches Engagement.
- Haiti – 1915 bis 1934 von den Vereinigten Staaten von Amerika besetzt. Auf Druck der USA Kriegserklärung Haitis an Deutschland im Juli 1918. Kein militärisches Engagement, aber Enteignung ansässiger Deutscher.
- Hedschas (heute Teil Saudi-Arabiens) – Arabische Revolte gegen das Osmanische Reich (1916–1918); siehe auch Saudischer Staat.
- Honduras – kein militärisches Engagement.
- Italien / Italienische Kolonien.
  - Eritrea.
  - Libyen (damals Tripolitanien, Cyrenaika und Fezzan) – Kolonien Italiens, teilweise durch pro-osmanischen Senussi-Orden unter deutscher Hilfe kontrolliert.
  - Italienisch-Somaliland (heute Teil Somalias). – unabhängige Staatsstruktur der Derwisch-Bewegung unter Mohammed Abdullah Hassan im Hinterland.
  - Italienische Ägäis-Inseln (heute Teil Griechenlands).
- Japan / Japanische Kolonien – Belagerung von Tsingtau und kampflose Besetzung deutscher Inseln Mikronesiens 1914.
  - Korea (heute Nordkorea und Südkorea).
  - Taiwan.
- Kuba – kein militärisches Engagement. Starker wirtschaftlicher Aufschwung durch Zuckerexporte an die Entente.
- Liberia – Angriffe deutscher U-Boote auf Monrovia.[9] Kein eigenes militärisches Engagement.
- Luxemburg – kein militärisches Engagement.
- Montenegro – von 1916 bis 1918 durch Österreich-Ungarn besetzt.
- Nepal – erklärte bereits am 3. August 1914 dem Britischen Weltreich seine Unterstützung und stellte bis Kriegsende insgesamt 55.000 Gurkha-Soldaten der Armee Britisch-Indiens zur Verfügung.[10] Eine offizielle Kriegserklärung erfolgte jedoch nicht.
- Nicaragua – kein militärisches Engagement.
- Panama – kein militärisches Engagement.
- Polen – zunächst Widerstand von Teilen der Armee und der Bevölkerung im Generalgouvernement Warschau bzw. innerhalb des Regentschaftskönigreiches Polen. Anerkennung des Polnischen Nationalkomitees durch die Alliierten Anfang 1918, Einheiten der Blauen Armee kämpften 1918 an der Westfront. Am 7. Oktober 1918 Proklamation des unabhängigen polnischen Staates durch den Regentschaftsrat, Anerkennung als Zweite Polnische Republik im Friedensvertrag von Versailles.
- Portugal / Portugiesisches Kolonialreich – Kriegseintritt 1916; Entsendung eines portugiesischen Expeditionskorps an die Westfront.[11]
  - Goa (heute Teil Indiens).
  - Kap Verde (heute unabhängig) – lag 1918 im von Deutschland verhängten Seesperrgebiet.
  - Macau (heute Teil Chinas).
  - Portugiesisch-Guinea (heute Guinea-Bissau).
  - Portugiesisch-Ostafrika (heute Mosambik) – Rückzugsgebiet der Schutztruppe für Deutsch-Ostafrika; Besetzung des Kionga-Dreiecks durch Portugal 1916.
  - Portugiesisch-Timor (heute Osttimor).
  - Portugiesisch-Westafrika einschließlich Portugiesisch-Kongo (heute Angola) – kurzer Grenzkrieg mit Deutsch-Südwestafrika bereits 1914 (Kampf um Naulila).
  - São João Baptista d’Ajudá (heute Teil von Benin).
  - São Tomé und Príncipe (heute unabhängig).
- Rumänien – Separatfrieden im Mai 1918, Wiedereintritt in den Krieg im Oktober 1918.
- Russisches Kaiserreich (heute Armenien, Aserbaidschan, Estland, Finnland, Georgien, Kasachstan, Kirgisistan, Lettland, Litauen, Moldawien, Teil Polens, Russland, Tadschikistan, Turkmenistan, Großteil der Ukraine, Usbekistan, Belarus) – Hauptgegner der Mittelmächte an der Ostfront und Kaukasusfront; Expeditionskorps in Frankreich und Griechenland.
  - Finnland – Unabhängigkeitserklärung vom Dezember 1917 mündete in den finnischen Bürgerkrieg.
  - Russische Republik – von der Februarrevolution 1917 bis zur Abdankung von Zar Nikolaus II.
  - Russisch-Polen – bis zur Einnahme durch die Mittelmächte 1915.
  - Sowjetrussland bis zum Friedensvertrag von Brest-Litowsk – vorzeitiger Separatfrieden zwischen Mittelmächte und Ukraine.
  - Transkaukasien – erklärte sich im April 1918 für unabhängig, zerfiel aber Ende Mai 1918 in die Einzelstaaten Armenien, Aserbaidschan und Georgien.
- San Marino.
- Saudischer Staat (heute Saudi-Arabien) – Arabische Revolte gegen das Osmanische Reich (1916–1918); siehe auch Hedschas.
- Serbien (heute Serbien, Teile des Kosovo und Mazedoniens) – im Herbst 1915 von den Mittelmächten erobert und durch Österreich-Ungarn besetzt.
- Siam (heute Thailand) – Entsendung eines Expeditionskorps an die Westfront (kein Kampfeinsatz, aber Beteiligung an späterer Rheinland-Besetzung).[12]
- Tschechoslowakische Legionen – Ausruf der Tschechoslowakischen Republik am 28. Oktober 1918 in Prag; von der Entente als Siegermacht anerkannt.[13]
- Vereinigte Staaten von Amerika / Kolonien und Protektorate der Vereinigten Staaten – War Plan Black für den Fall eines Krieges gegen Deutschland; Kriegseintritt 1917 als „assoziierte Macht“, da US-Präsident Wilson sich von den Zielen der Entente distanzierte;[14] Entsendung der American Expeditionary Forces nach Europa.
  - Alaska.
  - Amerikanisch-Samoa – nicht zu verwechseln mit dem westlich gelegenen Deutsch-Samoa.
  - Guam – Selbstversenkung des Hilfskreuzers Cormoran 1917.
  - Hawaii – Beschlagnahmung des Kanonenbootes Geier 1917.
  - Panamakanalzone (heute Teil Panamas) – offizielle Kanaleröffnung verzögerte sich kriegsbedingt bis 1920.
  - Philippinen.
  - Puerto Rico – Ausdehnung der Wehrpflicht im Jones-Shafroth Act von 1917 und Einziehung von 20.000 Puertoricanern in die US-Armee.
  - Weitere Territorien und Außengebiete der Vereinigten Staaten.

## Mittelmächte und Verbündete

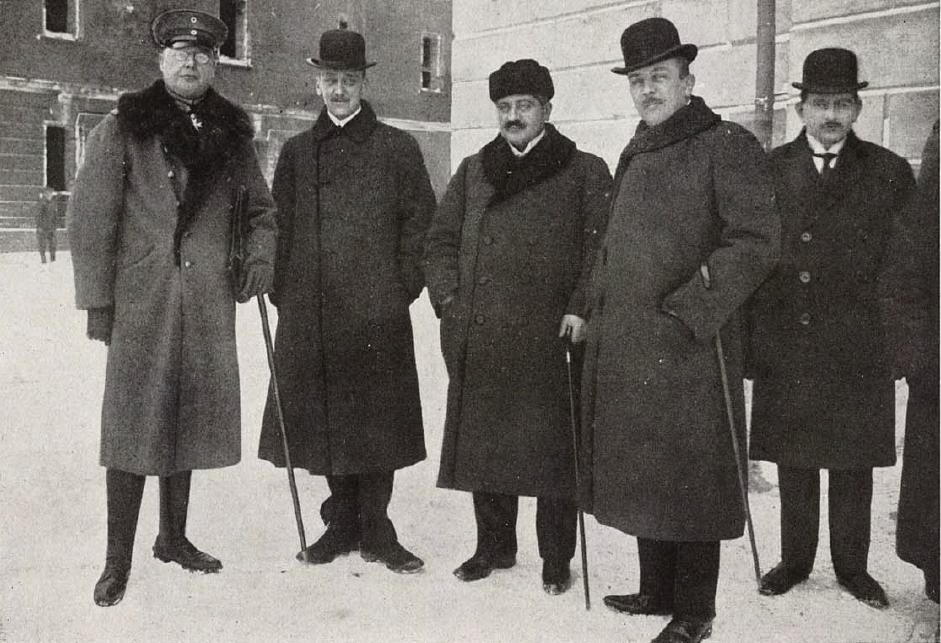
Verhandlungsführer der Mittelmächte in Brest-Litowsk 1918 (v. l. n. r.): Max Hoffmann, Ottokar Czernin, Talât Pascha, Richard von Kühlmann

Der Zusammenbruch des Bündnissystem Bismarcks und die ungeschickte Außenpolitik seit 1890 hatten das Deutsche Reich in eine nahezu isolierte außenpolitische Situation gebracht. Die Mittelmächte setzten sich ursprünglich (1879) aus Deutschland und Österreich-Ungarn zusammen (Zweibund). Italien sah die Voraussetzungen des 1882 geschlossenen Dreibundes als Defensivbündnis nicht gegeben und erklärte sich im Ersten Weltkrieg zunächst als neutral, um später zu den Alliierten zu stoßen (Londoner Vertrag von 1915). Da das Osmanische Reich und Bulgarien auf Seiten der Mittelmächte in den Krieg eintraten, wurde auch der Begriff Vierbund verwendet. Zum Kriegsende kamen kurzzeitig verbündete bzw. abhängige Regime im vormaligen Russland hinzu.
Mittelmächte samt Kolonien
- Österreich-Ungarn – umfasste die heutigen Staaten Österreich, Bosnien und Herzegowina, Kroatien, Tschechische Republik, Ungarn, Teile des nordöstlichen Italiens bzw. Südtirol, Teile des heutigen Polen, Rumänien, Slowakei, Slowenien und Teile der westlichen Ukraine (Karpatenukraine).
- Königreich Bulgarien – umfasste die heutige Republik Bulgarien, Teile von Griechenland sowie Teile von Mazedonien.
- Deutsches Kaiserreich – das Staatsgebiet von Deutschland umfasste 1914 auch Gebiete, die heute zu Belgien (Eupen-Malmedy), Dänemark (Nordschleswig), Frankreich (Elsass-Lothringen[15]), Litauen (Memelland), Polen (u. a. Teile Ostpreußens und Schlesiens) und Russland (Teile Ostpreußens) gehören. Ferner umfasste der deutsche Machtbereich 1914 neben dem eigentlichen Staatsgebiet die folgenden Kolonien bzw. „Schutzgebiete“:
  - Deutsch-Neuguinea – heute Karolinen (Teil Mikronesiens), Nördliche Marianen, Marshallinseln, Nauru, Palauinseln, Papua-Neuguinea–Nordteil, Salomonen-Nordteil.
  - Deutsch-Ostafrika – heute Burundi, Mosambik (Kionga-Dreieck), Ruanda, Tansania (→ siehe auch: Erster Weltkrieg in Ostafrika).
  - Deutsch-Samoa – heute unabhängiger Staat Samoa.
  - Deutsch-Südwestafrika – heute Botswana-Nordgrenze, Namibia ausschließlich Walvis Bay (→ siehe auch: Erster Weltkrieg in Südwestafrika).
  - Kamerun – heute Gabun-Nordteil, Kamerun, Republik Kongo-Nordostteil, Nigeria-Ostteil, Tschad-Südwestteil, Zentralafrikanische Republik-Westteil (→ siehe auch: Kamerun im Ersten Weltkrieg).
  - Kiautschou – heute Teil von China (→ siehe auch: Belagerung von Tsingtau).
  - Togo – heute Ghana-Ostteil, Togo (→ siehe auch: Togo im Ersten Weltkrieg).
- Osmanisches Reich – umfasste die heutigen Staatsgebiete von: Irak, Israel, Teile von Jemen, Jordanien, Libanon, Palästina, Teile von Saudi-Arabien, Syrien, Großteil der Türkei. Die Beschießung russischer Häfen durch deutsche Schiffe unter türkischer Fahne erfolgte Ende Oktober 1914 noch ohne Kriegserklärung. Bis zum Völkermord an den Armeniern dienten auch Armenier in der osmanischen Armee.

Abhängige und geförderte Staaten
- Bergrepublik – erhielt Unterstützung und offizielle Anerkennung von den Mittelmächten.
- Regentschaftskönigreich Polen – vorab Bildung der Polnischen Legionen (nach Gründung des Regentschaftskönigreichs: Polnische Wehrmacht).
- Demokratische Republik Georgien – 1918 diplomatische Anerkennung durch Deutschland und weiterer Staaten; Militärbündnis mit Deutschland bis Kriegsende.
- Herzogtum Kurland und Semgallen – Satellitenstaat in deutscher Abhängigkeit.
- Königreich Litauen – Satellitenstaat in deutscher Abhängigkeit.
- Ukrainischer Staat – 1918 mit deutscher Hilfe gegründet und bis Kriegsende abhängig von den Mittelmächten; vorab Bildung der Ukrainischen Legion als Teil der k.k. Landwehr.
- Weißrussische Volksrepublik – als Staat nicht anerkannt, aber von Deutschland unterstützt.

Sympathisierende Regime
- Weißes Finnland – von Deutschland durch Ausbildung finnischer Jäger und Finnland-Intervention unterstützt.
- Sanusiya – islamische Bruderschaft im heutigen Libyen, die von 1915 bis 1918 vor allem gegen die britische Präsenz in Ägypten kämpfte.
- Burische Aufständische – Gegner der Kriegsbeteiligung Südafrikas und der Invasion in Deutsch-Südwestafrika (→ siehe auch: Maritz-Rebellion).

## Neutrale Staaten
- Afghanistan – Scheitern des Versuches der Niedermayer-Hentig-Expedition, in Afghanistan einen Freundschafts- und Beistandsvertrag mit Lokalfürsten zu schließen und damit auch Britisch-Indien zu gefährden.
- Albanien – formal neutral, de facto besetzt (der Norden und die Mitte durch Österreich-Ungarn, der Süden durch Frankreich, Italien und Griechenland; siehe auch: Nordepirus).
- Argentinien.
- Belgien – erklärte zunächst bewaffnete Neutralität, die von Deutschland nicht respektiert wurde.
- Bolivien – diplomatische Beziehungen zu den Mittelmächten 1917 abgebrochen.[16]
- Bhutan.
- Chile – Häfen für deutsche Kriegsschiffe geöffnet. Die zu Chile gehörende Osterinsel war Treffpunkt des Ostasiengeschwaders samt Trossschiffen im Oktober 1914 (größte deutsche Flottenansammlung in außereuropäischen Gewässern während des Krieges).
- Dänemark / Dänische Kolonien – Handel mit beiden Seiten.
  - Dänisch-Westindien (heute Amerikanische Jungferninseln) – Verkauf an die Vereinigten Staaten 1917.
  - Färöer.
  - Grönland.
  - Island.
- Ecuador – diplomatische Beziehungen zu den Mittelmächten 1917 abgebrochen.
- El Salvador.
- Kaiserreich Abessinien (heute Äthiopien) – empfing eine deutsche diplomatische Mission, die das Land zu Aktionen gegen die Briten in Afrika zu überreden suchte, stattdessen 1916 probritischer Umsturz, britische Invasion und britische Besetzung einiger Grenzgebiete.
- Kolumbien.
- Liechtenstein – seinerzeit in Zoll- und Handelsunion mit Österreich. Alliierte unterbanden Zufuhr für Textilindustrie über die Schweiz.
- Luxemburg – trotz Invasion und Besetzung durch deutsche Truppen keine Kriegserklärung an Deutschland, prodeutsche Haltung der Großherzogin Marie Adelheid.
- Mexiko – lehnte eine Allianz mit Deutschland ab (Zimmermann-Depesche).
- Monaco – Prinz Louis II. diente im französischen Heer; Schutzvertrag mit Frankreich im Juli 1918.[17]
- Niederlande / Niederländische Kolonien – Mobilmachung, nahm Flüchtlingswelle aus Belgien auf. Handel mit beiden Seiten, aber auch von der Seeblockade betroffen (Hungerunruhen 1917).
  - Niederländische Antillen.
  - Niederländisch-Indien (heute Indonesien) – nach Gebietsaustausch mit Portugal 1916 ergänzt um Maubesi.
  - Niederländisch-Guayana (heute Suriname).
- Norwegen / Norwegische Besitzungen (ohne Spitzbergen, das bis zum Spitzbergenvertrag staatenlos war) – indirekt über Handelsflotte beteiligt, vorwiegend auf Seiten der Entente. 1200 Seeleute im Rahmen des uneingeschränkten U-Boot-Krieges verschollen.
- Paraguay.
- Persien (Iran) – von britischen und russischen Truppen besetzt. Im Nordiran unterstützten Deutschland und das Osmanische Reich die Rebellen von Mirza Kutschak Khan, der dort die Truppen des zaristischen Russland vertreiben konnte (→ siehe auch: Erster Weltkrieg in Persien).
- Peru – diplomatische Beziehungen zu den Mittelmächten 1917 abgebrochen.
- Spanien / Spanische Kolonien – wirtschaftlicher Aufschwung durch Rohstofflieferungen an die Kriegsparteien, vornehmlich an die Entente.
  - Kanaren – Ausfall der Obst- und Gemüseabnahmen durch Deutschland.[18]
  - Spanisch-Guinea (heute Äquatorialguinea) – Rückzugsgebiet der deutschen Schutztruppe für Kamerun.
  - Spanisch-Marokko (heute Teile Marokkos).
  - Spanisch-Sahara (heute Westsahara).
  - Weitere spanische Außengebiete und Kolonien.
- Schweden – Teilmobilmachung auf dem Festland, Mobilmachung auf Gotland. Unterstützte finanziell und mit strategisch wichtigen Erzlieferungen Deutschland. Schwedische Ausbilder und Kommandeure im Iran unterstützten prodeutsche Bewegung.
- Schweiz – Die Schweiz erklärte den Belagerungszustand und eine „bewaffnete Neutralität“. Militärische Zusammenarbeit mit Deutschland für den Fall, dass Frankreich oder Italien Deutschland über die Schweiz angreift; Wahrnehmung deutscher Interessen in den besetzten Kolonien des Deutschen Reiches ab 1917[19] (→ siehe auch: Die Schweiz im Ersten Weltkrieg).
- Uruguay – diplomatische Beziehungen zu den Mittelmächten 1917 abgebrochen.
- Venezuela – Unterstützte die Alliierten mit Öllieferungen.

Einen staatsrechtlichen Sonderfall bildet Neutral-Moresnet, ein Territorium, das 1914 von Belgien, den Niederlanden und dem Deutschen Reich gemeinsam verwaltet wurde. Ebenso wie Belgien wurde es bei Kriegsbeginn von deutschen Truppen besetzt, aber bis zur deutschen Annexion Ende 1915 separat von diesem verwaltet. 1919 kam es zu Belgien.

## Kriegserklärungen

Europäische Militärbündnisse vor dem Krieg.

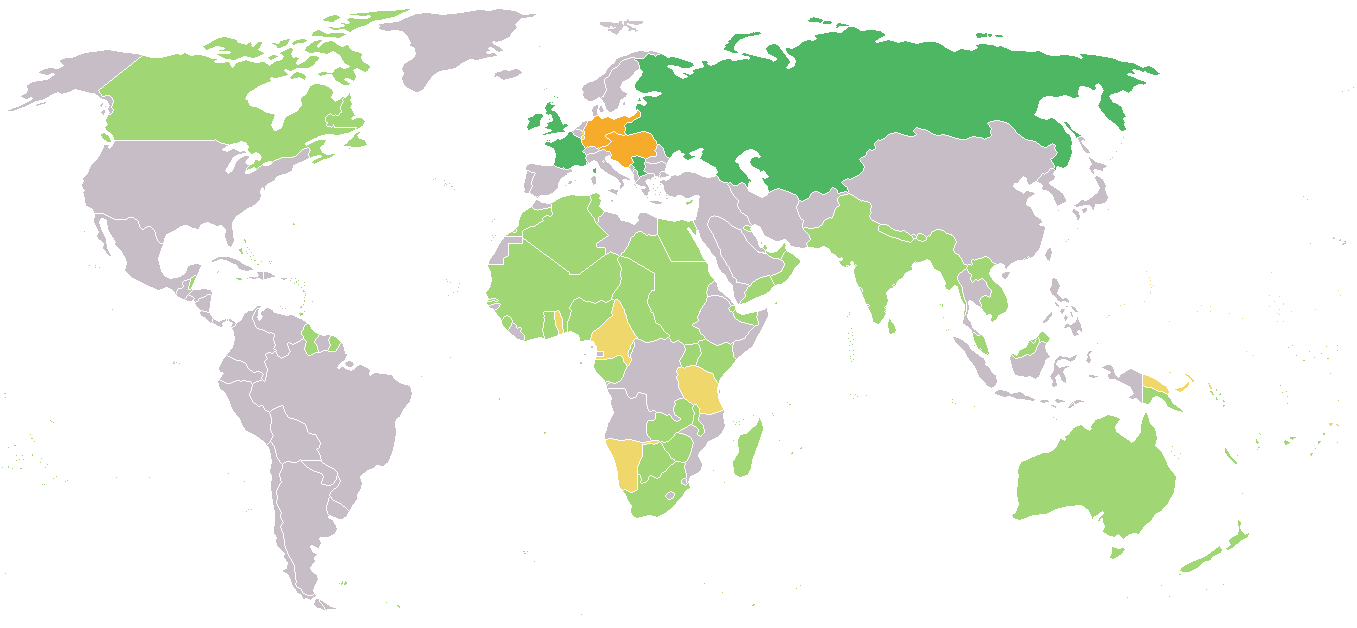
Die Alliierten und die Mittelmächte Anfang August 1914.

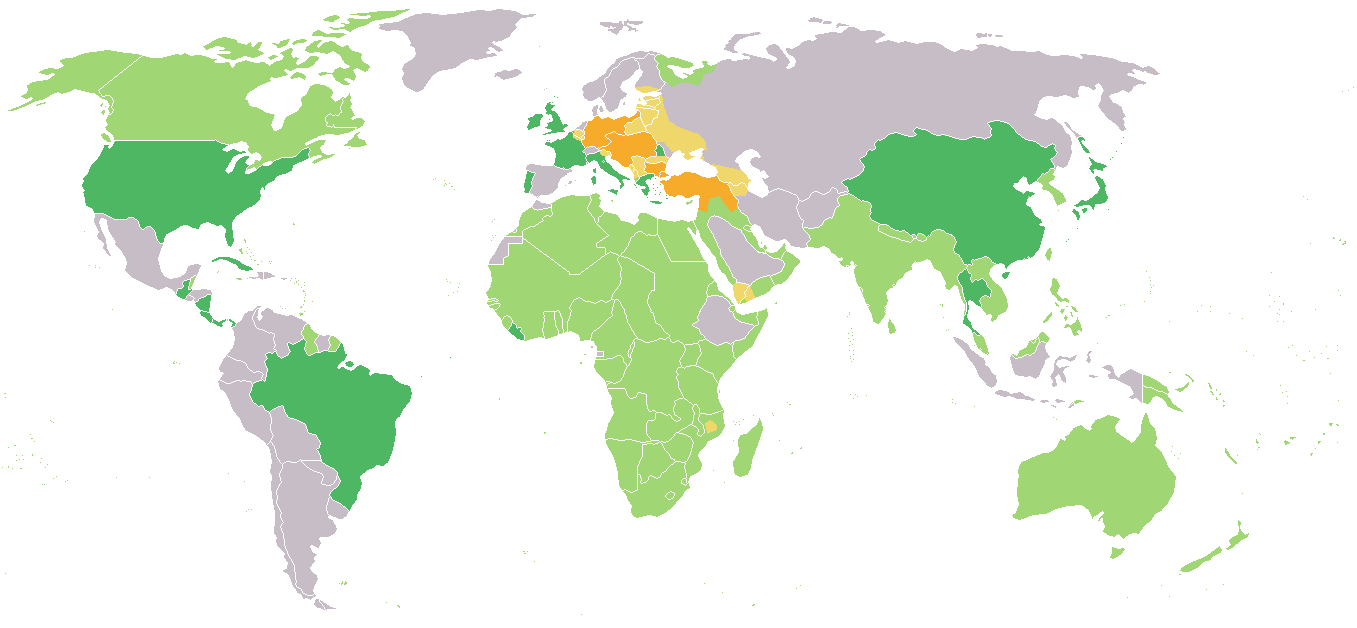
Alliierte und Mittelmächte Mitte 1918.

Kriegserklärungen sind formlose Willenserklärungen, die den Eintritt des Kriegszustandes ankündigen. In einigen Fällen ist es zu einem militärischen Engagement ohne Kriegserklärung, in anderen zu Kriegserklärungen ohne tatsächlichen Eintritt in Kampfhandlungen gekommen oder der Beginn der Kampfhandlungen ging den Kriegserklärungen voraus (vergleiche obige Abschnitte).
Die folgende Tabelle zeigt das Datum der jeweiligen Kriegserklärungen unter den beteiligten Staaten. Einträge mit gelbem Hintergrund bedeuten den Abbruch der diplomatischen Beziehungen ohne Kriegserklärung. In der Literatur variieren die Angaben zum genauen Datum bzw. zur genauen Uhrzeit in manchen Fällen geringfügig.
| Datum                 | Erklärender Staat              | Adressat                                                            |
| 1914                  | 1914                           | 1914                                                                |
| --------------------- | ------------------------------ | ------------------------------------------------------------------- |
| 28. Juli (11 Uhr)     | Österreich-Ungarn              | Serbien                                                             |
| 1. August (16/19 Uhr) | Deutsches Kaiserreich          | Russisches Kaiserreich                                              |
| 3. August (18 Uhr)    | Deutsches Kaiserreich          | Frankreich                                                          |
| 4. August (6 Uhr)     | Deutsches Kaiserreich          | Belgien                                                             |
| 4. August (23/24 Uhr) | Großbritannien und Dominions   | Deutsches Kaiserreich                                               |
| 5. August             | Montenegro                     | Österreich-Ungarn                                                   |
| 6. August             | Österreich-Ungarn              | Russisches Kaiserreich                                              |
| 6. August             | Serbien                        | Deutsches Kaiserreich                                               |
| 9. August             | Montenegro                     | Deutsches Kaiserreich                                               |
| 11. August            | Frankreich                     | Österreich-Ungarn                                                   |
| 12. August            | Großbritannien                 | Österreich-Ungarn                                                   |
| 22. August            | Österreich-Ungarn              | Belgien                                                             |
| 23. August            | Japan                          | Deutsches Kaiserreich                                               |
| 25. August            | Japan                          | Österreich-Ungarn                                                   |
| 8. September          | Südafrikanische Union          | Deutsches Kaiserreich                                               |
| 1. November           | Russisches Kaiserreich         | Osmanisches Reich                                                   |
| 2. November           | Serbien                        | Osmanisches Reich                                                   |
| 3. November           | Montenegro                     | Osmanisches Reich                                                   |
| 5. November           | Großbritannien Frankreich      | Osmanisches Reich                                                   |
| 1915                  |                                |                                                                     |
| 23. Mai               | Italien                        | Österreich-Ungarn                                                   |
| 3. Juni               | San Marino                     | Österreich-Ungarn                                                   |
| 21. August            | Italien                        | Osmanisches Reich                                                   |
| 14. Oktober           | Bulgarien                      | Serbien                                                             |
| 15. Oktober           | Großbritannien Montenegro      | Bulgarien                                                           |
| 16. Oktober           | Frankreich                     | Bulgarien                                                           |
| 19. Oktober           | Italien Russisches Kaiserreich | Bulgarien                                                           |
| 1916                  |                                |                                                                     |
| 9. März               | Deutsches Kaiserreich          | Portugal                                                            |
| 15. März              | Österreich-Ungarn              | Portugal                                                            |
| 27. August            | Rumänien                       | Österreich-Ungarn                                                   |
| 27. August            | Italien                        | Deutsches Kaiserreich                                               |
| 28. August            | Deutsches Kaiserreich          | Rumänien                                                            |
| 30. August            | Osmanisches Reich              | Rumänien                                                            |
| 1. November           | Bulgarien                      | Rumänien                                                            |
| 1917                  |                                |                                                                     |
| 6. April              | Vereinigte Staaten von Amerika | Deutsches Kaiserreich                                               |
| 7. April              | Kuba                           | Deutsches Kaiserreich                                               |
| 10. April             | Bulgarien                      | Vereinigte Staaten von Amerika                                      |
| 13. April             | Bolivien                       | Deutsches Kaiserreich                                               |
| 20. April             | Osmanisches Reich              | Vereinigte Staaten von Amerika                                      |
| 29. Juni              | Griechenland                   | Deutsches Kaiserreich Österreich-Ungarn Osmanisches Reich Bulgarien |
| 22. Juli              | Siam                           | Deutsches Kaiserreich Österreich-Ungarn                             |
| 4. August             | Liberia                        | Deutsches Kaiserreich                                               |
| 14. August            | China                          | Deutsches Kaiserreich Österreich-Ungarn                             |
| 6. Oktober            | Peru                           | Deutsches Kaiserreich                                               |
| 7. Oktober            | Uruguay                        | Deutsches Kaiserreich                                               |
| 26. Oktober           | Brasilien                      | Deutsches Kaiserreich                                               |
| 7. Dezember           | Vereinigte Staaten von Amerika | Österreich-Ungarn                                                   |
| 7. Dezember           | Ecuador                        | Deutsches Kaiserreich                                               |
| 10. Dezember          | Panama                         | Österreich-Ungarn                                                   |
| 16. Dezember          | Kuba                           | Österreich-Ungarn                                                   |
| 1918                  |                                |                                                                     |
| 23. April             | Guatemala                      | Deutsches Kaiserreich                                               |
| 8. Mai                | Nicaragua                      | Deutsches Kaiserreich Österreich-Ungarn                             |
| 23. Mai               | Costa Rica                     | Deutsches Kaiserreich                                               |
| 12. Juli              | Haiti                          | Deutsches Kaiserreich                                               |
| 19. Juli              | Honduras                       | Deutsches Kaiserreich                                               |
| 10. November          | Rumänien                       | Deutsches Kaiserreich                                               |

## Waffenstillstände
| Datum                                                  | Partei, die ihre Kriegsbeteiligung einstellte           | Vertragspartner          | Bemerkungen |
| ------------------------------------------------------ | ------------------------------------------------------- | ------------------------ | --- |
| 12. Januar 1916                                        | Königreich Montenegro                                   | Österreich-Ungarn        | Montenegro wurde bis zum Kriegsende durch Österreich-Ungarn besetzt |
| 5./15. Dezember 1917                                   | Sowjetrussland                                          | Mittelmächte             | Besetzung weiter Teile Russlands in der Operation Faustschlag (Februar bis März 1918) führte zum Friedensvertrag von Brest-Litowsk am 3. März 1918 (später annulliert); zuvor separater Friedensvertrag mit der Ukrainischen Volksrepublik („Brotfrieden“ vom 9. Februar 1918) |
| 5. Dezember 1917 (Waffenstillstand von Erzincan)       | Transkaukasisches Kommissariat                          | Osmanisches Reich        | beendete die Kriegshandlungen an der Kaukasusfront |
| 9. Dezember 1917 (Waffenstillstand von Focșani)        | Königreich Rumänien, russische Streitkräfte in Rumänien | Mittelmächte             | Vorfrieden von Buftea am 5. März 1918, Friede von Bukarest am 7. Mai 1918; am 10. November 1918 kündigte Rumänien den Friedensvertrag und trat erneut in den Krieg ein |
| 29. September 1918 (Waffenstillstand von Thessaloniki) | Zarentum Bulgarien                                      | Entente (Frankreich)     | Friedensvertrag von Neuilly-sur-Seine am 27. November 1919 |
| 30. Oktober 1918 (Waffenstillstand von Moudros)        | Osmanisches Reich                                       | Entente (Großbritannien) | Friedensvertrag von Sèvres am 10. August 1920 (später revidiert) |
| 3. November 1918 (Waffenstillstand von Villa Giusti)   | Österreich-Ungarn                                       | Entente (Italien)        | Friedensvertrag von Saint-Germain (mit Österreich) am 10. September 1919 |
| 11. November 1918 (Waffenstillstand von Compiègne)     | Deutsches Reich                                         | Entente                  | Friedensvertrag von Versailles am 28. Juni 1919 |
| 13. November 1918 (Waffenstillstand von Belgrad)       | Ungarn                                                  | Entente                  | Friedensvertrag von Trianon am 4. Juni 1920 |

1. 1 2 3 4  Ausscheiden eines Entente-Mitglieds
2. ↑  nach Auflösung der Realunion mit Österreich